# Gaasbeek
Gaasbeek är en ort i Belgien.   Den ligger i provinsen Flamländska Brabant och regionen Flandern, i den centrala delen av landet, 13 km sydväst om huvudstaden Bryssel. Gaasbeek ligger 34 meter över havet och antalet invånare är 300.
Terrängen runt Gaasbeek är platt. Runt Gaasbeek är det tätbefolkat, med 762 invånare per kvadratkilometer.. Närmaste större samhälle är Bryssel, 12,5 km nordost om Gaasbeek. 
Trakten runt Gaasbeek består till största delen av jordbruksmark.